# Bunodosoma sphaerulatum
Bunodosoma sphaerulatum is een zeeanemonensoort uit de familie van de Actiniidae. De wetenschappelijke naam van de soort is voor het eerst geldig gepubliceerd in 1902 door Duerden.